# 申繻
申（?—?），东周春秋初期鲁国人。
前706年（周桓王十四年、鲁桓公六年），鲁桓公向申繻问取名字的事。申繻回答：“取名有五种方式，有信，有义，有像，有假，有类。用出生的某种情况命名是信，用祥瑞的字命名是义，用相类似的字命名是像，假借某种事物的名称命名是假，借用和父亲有关的字命名是类。命名不用国名，不用官名，不用山川名，不用疾病名，不用牲畜名，不用器物礼品名。周朝人用避讳来奉事神明，人名，在死了以后就要避讳。用国名命名会废除人名，用官名命名会改变官称，用山川命名会改变山川的神名，用牲畜命名会废除祭祀，用器物礼品命名会废除礼仪。晋国因晋僖公而废除司徒之官，宋国因宋武公而废除司空之官名，我国因为先君鲁献公、鲁武公而废除具山、敖山二山之名，所以大的事物不可用以命名。”鲁桓公认为儿子和自己在同一个干支，把儿子命名叫做同。前694年（周庄王三年、鲁桓公十八年）春季，鲁桓公准备和夫人文姜到齐国去。申繻劝阻：“女人有夫家，男人有妻室，不可互相轻慢，就叫有礼。违反这点必然坏事。”齐襄公和文姜通奸。齐襄公派公子彭生杀死鲁桓公。在郑国国都的南门下面，一条在门里的蛇和一条在门外的蛇相斗，门里的蛇被咬死。过了六年，前680年（周僖王二年、鲁庄公十四年），郑厉公回国。鲁庄公向申繻询问说：“郑伯的回国难道与妖蛇有关系？”申繻回答：“一个人自己的气焰所招致他是否会遇到顾忌的事。妖孽是因人而起。人没有问题，妖孽自己不能起来。人丢弃正道，所以才有妖孽。”